# Tahunan (Sale)
Tahunan is een bestuurslaag in het regentschap Rembang van de provincie Midden-Java, Indonesië. Tahunan telt 5683 inwoners (volkstelling 2010).